# Charles Chaplin, Sr.
 (janvier 2023).
Si vous disposez d'ouvrages ou d'articles de référence ou si vous connaissez des sites web de qualité traitant du thème abordé ici, merci de compléter l'article en donnant les références utiles à sa vérifiabilité et en les liant à la section « Notes et références ».
Pour les articles homonymes, voir Charles Chaplin (homonymie), Chaplin (homonymie) et Famille Chaplin.
Charles Chaplin, Sr., né le 18 mars 1863 à Londres (Angleterre) et mort le 9 mai 1901 à Lambeth (Angleterre), est un artiste de music-hall connu dans les années 1890, et père de Charlie Chaplin.

## Biographie
Charles Chaplin, Sr. naît le 18 mars 1863 dans le quartier de Marylebone, à Londres, en Angleterre. Fils d'un boucher, il s'est marié en 1885, et a été connu en tant qu'artiste comique. Son mariage n'a pas tenu longtemps, et il s'est séparé de sa femme Hannah Chaplin quand le petit Charlie Chaplin avait un an.
Il a fait une tournée aux États-Unis et s'est produit à New York en 1890.
Alcoolique, il est mort d'une cirrhose à l'âge de 38 ans, alors que son fils avait 12 ans.